# Saint-Marc-à-Frongier
Saint-Marc-à-Frongier är en kommun i departementet Creuse i regionen Nouvelle-Aquitaine i de centrala delarna av Frankrike. Kommunen ligger i kantonen Aubusson som tillhör arrondissementet Aubusson. År 2022 hade Saint-Marc-à-Frongier 427 invånare.

## Befolkningsutveckling
Antalet invånare i kommunen Saint-Marc-à-Frongier
Referens:INSEE